# Missa núm. 5 (Schubert)
La Missa núm. 5 en la bemoll major, D 678, és una missa composta per Franz Schubert, acabada el 1822. No hi ha constància de cap audició durant la vida de Schubert. Està composta per a solistes (soprano, contralt, tenor i baix), cor, violí I i II, viola, flauta, 2 oboès, 2 clarinets, 2 fagots, 2 trompes, 2 trompetes, 3 trombons, timbals i baix continu (violoncel, contrabaix i orgue). Es classifica com una missa solemnis.

## Origen i context
Schubert va iniciar la composició de la missa el novembre de 1819, completant-la tres anys després, el 1822. Diversos projectes van competir per l'atenció del compositor al mateix temps, com a petició del seu germà Ferdinand d'una altra missa (D. 755). Schubert va escriure la part d'orgue l'octubre o el novembre del 1822, i encara que es va planificar l'estrena pel 1823, no hi ha constància que s'arribés a fer en vida de Schubert.
Aquesta composició i la missa següent en mi bemoll major es consideren les "misses tardanes" de Schubert. Es distingeixen de les seves quatre misses primerenques per la seva "musicalitat interpretativa de les paraules". Schubert es va començar a aprofitar d'una maduració general de les seves capacitats tècniques i el coneixement de l'harmonia, amb la seva experiència en la composició de la música sagrada i secular, per afegir més significat al text estàndard. Conegut per ometre sistemàticament certs passatges del text, Schubert va tenir encara més llibertats en aquestes misses finals, afegint i eliminant text en un intent per "aprofundir en l'expressió o millorar un aspecte particular del significat".
Schubert va revisar l'escriptura original l'any 1826, va afegir una curta i simplificada fuga a la secció "Cum Sancto Spiritu" del Gloria, i va canviar l'Osanna. El 1827, va voler utilitzar aquesta revisió en una audició per al càrrec de diputat kapellmeister a la Capella Imperial, encara en última instància no fou així. El Hofkapellmeister Joseph Eybler va rebutjar la sol·licitud de Schubert per aquesta actuació de la missa, amb l'argument que no era en l'estil preferit del Kaiser. Eybler va poder haver inventat aquesta excusa, ja que va afavorir el compositor de la cort Josef Weigl, i no volia pagar els honoraris que demanava Schubert.